# Letana nigropoda
Letana nigropoda är en insektsart som beskrevs av Sigfrid Ingrisch 1987. Letana nigropoda ingår i släktet Letana och familjen vårtbitare. Inga underarter finns listade i Catalogue of Life.